# Biophytum foxii
Biophytum foxii är en harsyreväxtart som beskrevs av Thomas Archibald Sprague. Biophytum foxii ingår i släktet Biophytum och familjen harsyreväxter. Inga underarter finns listade i Catalogue of Life.